# Nickelback

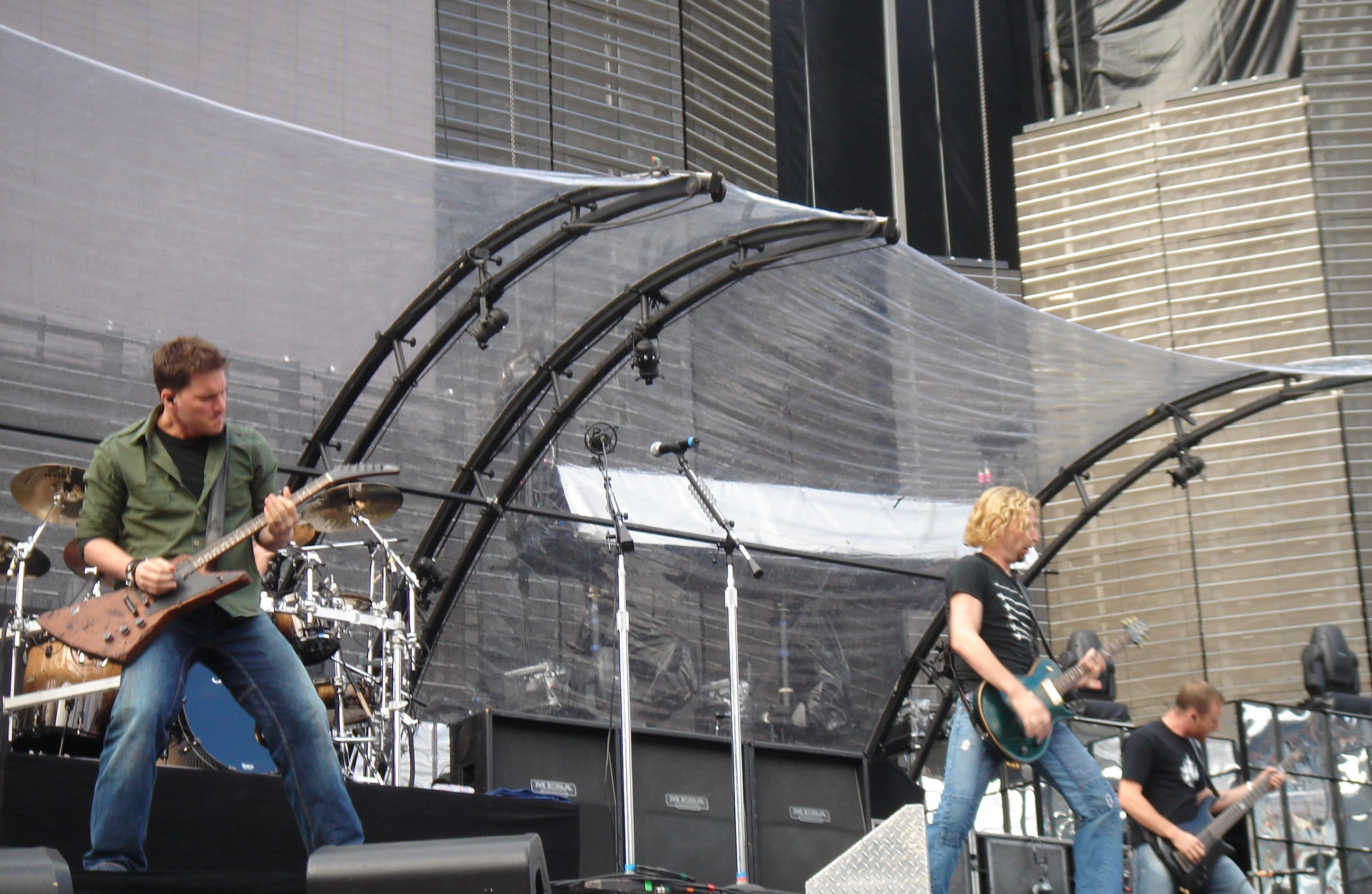
Nickelback 2006

Nickelback est un groupe de metal alternatif canadien originaire de l'Alberta. Le groupe est actuellement composé de Chad Kroeger au chant et à la guitare solo, de Ryan Peake à la guitare rythmique, de Mike Kroeger à la guitare basse et de Daniel Adair à la batterie et aux percussions, c'est le quatrième batteur après Ryan Vikedal, Mitch Guindon et Brandon Kroeger. Lors des tournées du groupe, Tim Dawson, le technicien guitare de Chad Kroeger connu sous le nom de Timmy, interprète plusieurs titres au piano et à la guitare. Timmy incarne le cinquième membre du groupe, il travaille avec Nickelback depuis 2003. Le style musical de Nickelback est classé dans le hard rock, le post-grunge et le rock alternatif.
Nickelback est l'un des groupes aux plus grands succès commerciaux au Canada, comptant plus de 50 millions d'albums vendus à travers le monde, classé 11e meilleur vendeur de disques, et deuxième meilleur vendeur étranger aux États-Unis derrière les Beatles durant les années 2000. Le magazine Billboard les classe comme le groupe de rock de la décennie et leur chanson « How You Remind Me » a été répertoriée comme la chanson de rock de la décennie ainsi que la quatrième chanson de la décennie. Le groupe est classé 7e sur la liste des meilleurs artistes par Billboard, et quatre de leurs albums sont répertoriés dans les meilleurs albums de la décennie par Billboard.
Le groupe signe au label Roadrunner Records en 1999 pour le marché américain, qui réédite par la suite leur album The State. Le groupe acquiert de la reconnaissance avec cet album puis connaît un succès plus large auprès du grand public avec la sortie de Silver Side Up en 2001. Après la sortie de Silver Side Up, le groupe sort son titre le plus connu, How You Remind Me, qui culmine à la première place des classements américains et canadiens. Leur quatrième album, The Long Road, comprend cinq singles et continue son succès auprès du grand public avec le single Someday, qui se classe 7e du Billboard Hot 100, et 1er du Canadian Singles Chart. Par la suite, le groupe sort son album avec le plus de succès à ce jour[Quand ?], All the Right Reasons, avec des chansons comme Photograph, Far Away et Rockstar. L'album Dark Horse est également un succès, comptant huit singles ; trois culminent dans le Top 10 du Billboard Hot 100, et deux ont atteint le sommet de ce classement. Le groupe publie en 2011, Here and Now, qui est une nouvelle fois en tête des classements. Le groupe remporte de nombreux prix, dont 12 Juno Awards parmi 28 nominations.
Le groupe est basé à Vancouver, au Canada, et était auparavant lié à la maison de disques EMI Canada. Pour la sortie de son septième album, le groupe se sépare d'EMI Canada et signe une nouvelle entente avec Universal Music Canada.

## Biographie

### CurbetThe State(1995–2000)
Le groupe est formé en 1995 comme un groupe de reprises appelé Village Idiots par Chad Kroeger, Ryan Peake, Mike Kroeger et Brandon Kroeger. Le groupe joue des reprises de chansons de Led Zeppelin et de Metallica. Chad Kroeger demande alors à son beau-père de lui donner 4 000 $ afin que le groupe puisse enregistrer leur première démo, intitulée Hesher. Le nom du groupe s'inspire du Nickel. Le membre Mike Kroeger disait souvent aux clients à son emploi au Starbucks Here's your nickel back,, en leur rendant la monnaie. Le premier enregistrement de Nickelback est un EP de sept morceaux enregistré en 1996. Dans la même année, ils enregistrent également leur premier album, Curb. Fly est inclus dans Hesher et Curb, et devient le premier single produit par Nickelback. En 1997, Brandon Kroeger quitte le groupe, qui se lance à la recherche d'un nouveau batteur. Plus tard cette année, Mitch Guindon rejoint le groupe, mais décide de le quitter en 1998 à cause de son emploi dans une entreprise automobile. Pendant l'été 1998, Ryan Vikedal rejoint le groupe.
Ron Burman de Roadrunner Records reçoit l'album et, impressionné, décide de se rendre à Vancouver pour assister à un concert du groupe. Même si c'était dans une propriété inconnue dans l'industrie à l'époque, le lieu était plein. « J'ai tout de suite eu des frissons, et j'ai tout de suite pensé que leur chanson Leader of Men aurait été un succès retentissant. » Nickelback a signé un contrat d'enregistrement avec EMI et Roadrunner Records en 1999.
The State est publié en 2000 chez EMI Canada et Roadrunner Records. The State est publié en Europe en 2001. Il engendre quatre singles : Old Enough, Worthy to Say, Leader of Men et Breathe, ces deux derniers ayant atteint le Top 10 rock hits. L'album a été certifié disque de platine en 2008, après le succès de leurs albums plus tard. L'album atteint la 230e place du Billboard, la troisième place des Billboard Top Heatseekers Albums, et la sixième place des Billboard Top Independent.

### Silver Side UpetThe Long Road(2001–2004)

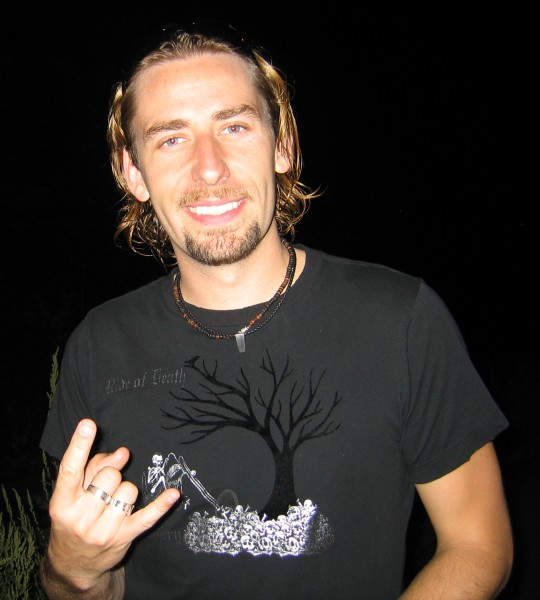
Chad Kroeger.

En 2001, Chad Kroeger commence à « étudier chaque morceau, toute sonorité, toutes les paroles, tout musicalité, structure d'accord. J'aimerais décortiquer chaque chanson que j'entendais à la radio ou chaque chanson qui avait déjà fait bien sur une carte et je dirais "Pourquoi est-ce bien?" Le single de Nickelback, How You Remind Me, Kroeger dit à Bliss, il est bien vendu parce qu'il parle de relations amoureuses, un sujet universel, et contient des crochets mémorables. »
Pour enregistrer son troisième album, Silver Side Up, Nickelback collabore avec le producteur Rick Parashar. L'album est écrit avant la sortie The State. Publié le 11 septembre 2001, l'album atteint la deuxième place du Billboard 200 avec plus de 177 000 exemplaires vendus la première semaine, et la première position des classements canadiens. Le single How You Remind Me atteint la première place des Modern Rock Charts, Mainstream, et pop. Il atteint également la deuxième place de l'Adult Top 40, et la première place du Billboard Hot 100 en 2001. Le single qui suit, Too Bad, atteint également la première place du Mainstream Rock Chart. Le dernier single de l'album, Never Again , atteint la première place du Mainstream Rock.
En 2002, Chad Kroeger collabore avec Josey Scott sur la chanson thème de Spider-Man, intitulé Hero. La chanson fait participer Tyler Connolly, Mike Kroeger, Matt Cameron, et Jeremy Taggart. Toujours en 2002, Nickelback publie son premier DVD Live at Home.
En 2003, Nickelback publie The Long Road, qui sera certifié triple disque de platine par la RIAA en mars 2005, avec 3 591 000 exemplaires vendus en avril 2011. Il compte plus de cinq millions d'exemplaires vendus dans le monde en 2003.
Il se classe 157e du Billboard 200 Albums of the Decade. L'album compte cinq singles, le premier étant Someday. Le groupe publie également Feelin Way Too Damn Good en single, qui culmine troisième des Mainstream Rock Charts. Figured You Out est également sorti en single, et classé en tête des Mainstream Rock Charts pendant 13 semaines consécutives.

### All the Right Reasons(2005–2007)
En 2005, le groupe confirme le départ de son batteur Ryan Vikedal. En novembre 2005, le groupe demande que Vikedal et sa société de production Ladekiv Music, Inc, renoncent à tout intérêt financier dans les futures redevances pour les chansons, avec Vikedal en tant que batteur et rendent tous les droits d'exécution publique gagnés depuis janvier 2005. Chad Kroeger le poursuit pour avoir perçu les redevances des tubes du groupe. Le batteur de 3 Doors Down, Daniel Adair, rejoint le groupe. « Nous sommes tout à fait ravis d'avoir Daniel dans le groupe », déclare Chad. « La créativité qui se faisait à ses côtés en studio nous inspirait vraiment. C'est un joueur totalement incroyable. » L'album atteint la première place du Billboard 200 avec 323 350 exemplaires vendus une semaine après sa sortie aux États-Unis. L'album atteint aussi la première place des classements canadiens. Le cinquième album du groupe, All the Right Reasons (2005), produit cinq singles ayant atteint l'US Hot 100 Top 20 : Photograph, Savin' Me, Far Away, If Everyone Cared et Rockstar. L'album compte plus de 12 millions de singles, et plus de 9 millions de sonneries vendus. En 2006, le groupe joue à Sturgis, Dakota du Sud, devant plus de 35 000 personnes au Sturgis Bike Rally. Le concert est filmé avec 15 caméras haute définition.
En outre, le groupe passe beaucoup de temps entre 2006 et 2007 en tournée à travers le monde. Il ouvre les concerts de Bon Jovi en Europe, et compte plus de deux millions de billets vendus, rien que pour cette tournée.
Chad Kroeger est appréhendé dans le Surrey, en Colombie-Britannique en juin, et accusé de conduite avec facultés affaiblies. Son avocat plaide non coupable en son nom à une audience en août. En novembre 2006, le groupe remporte un American Music Award dans la catégorie de meilleur album pop/rock, surprenant le groupe lui-même. Chad Kroeger pensait se faire rafler le prix par les Red Hot Chili Peppers.

### Dark Horse(2008–2010)
Le 4 septembre 2008, Roadrunner Records annonce que le premier single du prochain album serait If Today Was Your Last Day, sorti le 30 septembre 2008. La chanson est remplacée par Gotta Be Somebody. Le nouvel album, intitulé Dark Horse, est publié le 18 novembre 2008. Something in Your Mouth est publié en tant que deuxième single sur Rock Radio uniquement le 16 décembre, où il atteint la première place. If Today Was Your Last Day est publié en tant que troisième single. I'd Come for You, Burn It to the Ground et Never Gonna Be Alone sortent en septembre, et Shakin' Hands sort en septième single le 16 novembre. Le huitième single, This Afternoon, est publié le 13 mars 2012. Dark Horse est certifié disque de platine par le Recording Industry Association of America (RIAA) le 9 décembre 2008, trois semaines seulement après sa sortie en Amérique du Nord.
En 2009, le groupe publie le titre Into the Night en compagnie de Santana.

### Here and Now(2011–2013)
Chad Kroeger déclare dans une interview accordée à Billboard.com en septembre 2010 que le groupe a prévu de commencer un nouvel album en février 2011 avec « environ quatre airs » déjà à l'esprit. Daniel Adair indique que le groupe souhaitait revenir au style musical de All the Right Reasons, qu'il décrit comme « plus organique ». Nickelback annonce son nouvel album, Here and Now, le 8 septembre 2011, avec ses deux singles, Bottoms Up et When We Stand Together. Kroeger déclare : « Nous sommes quatre à aimer faire de la musique, la façon dont nous nous plaisons à le faire. Nous sommes entrés dans le studio cette année, avec une vision, et tout s'est arrangé. Nous sommes très heureux avec les résultats, et ne peut pas attendre de les partager avec nos fans. » L'album est publié le 21 novembre 2011, avec le groupe qualifiant de "Nickelblack Monday", un jeu entre Nickelback et le lundi noir. Deux singles sont diffusés à la radio le 26 septembre, et publiés le 27 septembre sur iTunes.
En soutien à l'album, Nickelback est réservé à effectuer à la mi-temps pour un match de la NFL pour la Thanksgiving Day au Ford Field de Détroit, le 24 novembre, et pour la 99e coupe Grey dans la ville natale du groupe le 27 novembre. Toutefois, l'apparition de Nickelback pour la mi-temps à Détroit est très mal accueillie par les fans, qui ne voulait pas voir jouer un groupe canadien à la mi-temps d'un match de football américain relatif à une fête américaine. Une pétition en ligne proposant le retrait de Nickelback des festivités, compte plus de 55 000 signatures,. Nickelback prend cette pétition comme une plaisanterie  dans une vidéo publiée sur Funny or Die. Malgré les objections, le groupe joue When We Stand Together pendant la mi-temps. Le 13 novembre 2011, Nickelback participe au WWE Tribute to The Troops. En outre, Nickelback fait don de 50 000 $ au BC Children's Hospital. En outre, comme une promotion le groupe joue à Jimmy Kimmel lors de la sortie de l'album. Le groupe est nommé pour quatre Juno Awards en 2012.

### No Fixed Address(2014 - 2016)
Lors d'une interview de Chad Kroeger sur la radio CFOX-FM, Chad a annoncé un 8e album de Nickelback, qui sortira le 17 novembre 2014 en Europe. Un single, Edge of a Revolution, est sorti le 19 août sur iTunes, et mis en ligne sur YouTube. Le titre du nouvel album est une référence au fait que le groupe ait enregistré ses musiques dans le monde entier. D'où le « sans adresse fixe ». Le 8 septembre, Nickelback sort son second single intitulé What are You Waiting For. Le 30 septembre, le groupe dévoile la couverture de son nouvel album sur les réseaux sociaux. Le 3 novembre 2014, la chanson Get 'Em Up est écoutable sur la toile. Le 7 novembre 2014 sort l'album No Fixed Address.

## Style musical
Nickelback cite des groupes tels que Soundgarden, Alice in Chains, Black Sabbath, Led Zeppelin, Metallica, Neil Young, Nirvana, Pearl Jam, Rush, Tool, Bush, Triumph et Van Halen comme influences artistiques.
Nickelback a été décrit de différents genres, comme du hard rock,,, de post-grunge,,,,, de rock alternatif,, de metal alternatif, de heavy metal,, et de pop rock. Mais leur premier son était décrit comme du grunge.

## Membres

### Membres actuels
- Chad Kroeger - chant, guitare lead (depuis 1995)
- Ryan Peake - guitare, claviers, piano, chœurs (depuis 1995)
- Mike Kroeger - basse (depuis 1995)
- Daniel Adair - batterie, chœurs (depuis 2005)

### Anciens membres
- Brandon Kroeger - batterie (1995-1997)
- Mitch Guindon - batterie (1997-1998)
- Ryan Vikedal - batterie (1998-2005)

## Discographie
- 1996 : Curb
- 1996 : Hesher
- 2000 : The State
- 2001 : Silver Side Up
- 2003 : The Long Road
- 2005 : All the Right Reasons
- 2008 : Dark Horse
- 2011 : Here and Now
- 2014 : No Fixed Address
- 2017 : Feed the Machine
- 2022 : Get Rollin'

## Tournées
| Nom                        | Dates                            | Pays    | Album promu           |
| -------------------------- | -------------------------------- | ------- | --------------------- |
| The Long Road Tour         | 14 octobre 2003–5 septembre 2004 | Mondial | The Long Road         |
| All the Right Reasons Tour | 17 janvier 2006–2 septembre 2007 | Mondial | All The Right Reasons |
| Dark Horse Tour            | 25 février 2009–30 octobre 2010  | Mondial | Dark Horse            |
| Here and Now Tour          | 10 avril 2012–fin 2012           | Mondial | Here and Now          |
| No Fixed Address           | 2014 - 2016                      | Mondial | No Fixed Address      |
| Feed the machine tour      | Depuis 2017                      | Mondial | Feed the machine      |